# ルース・ウィリアムズ
ルース・ウィリアムズ・カーマ（英：Ruth Williams Khama、1923年12月9日 - 2002年5月22日）は、イギリス・ロンドン出身の女性で、ボツワナ共和国初代大統領セレツェ・カーマの妻である。セレツェが大統領だった1966年から1980年の間は、同国のファーストレディを務めた。

## 概要
ルース・ウィリアムズは、第二次世界大戦の間は、婦人補助空軍の救急車の運転手として活動していた。終戦後はロイズの従業員として働いていた。この時、セレツェ・カーマと出会う。セレツェは、イギリスの植民地ベチュアナランドの先住民ツワナ人の最大氏族ングワトの王族であり、法律を学ぶためにイギリスに留学していた。
1948年、二人は結婚するが、まだ人種差別が色濃い時代、黒人男性と白人女性という異人種間の結婚は注目を浴びた。特に強く反応したのは、ベチュアナランドの隣国であり、人種隔離政策アパルトヘイトを推進していた南アフリカ共和国であった。南アフリカにとって、隣国の王族という影響力のある黒人が、白人を娶るという行為は、到底容認できないものだった。南アフリカはベチュアナランド宗主国のイギリスに対して、セレツェが王位を放棄しない限り、二人が帰国できないように圧力をかけた。結果、セレツェはベチュアナランドに帰国できなくなり、イギリスで亡命生活を強いられた。この間に、二人の間にはイアン・カーマが生まれた。
1956年、セレツェは王位を放棄したため、イギリスは帰国を許可し、カーマ一家はようやくベチュアナランドの土を踏むことができた。その後、セレツェは政治家として頭角を現し、ベチュアナランドがボツワナとして独立した後は、初代大統領となった。セレツェは、1980年7月13日に死亡するまで大統領の職にあり、その間ルースはファーストレディとして夫を支え続けた。また、慈善事業にも積極的であり、ボツワナ赤十字社の総裁に就任している。2002年に死去した。セレツェとの間には、三男一女をもうけた。
2008年には、息子のイアン・カーマがボツワナの第4代大統領に就任した。